# Pyrinia brasaria
Pyrinia brasaria là một loài bướm đêm trong họ Geometridae.